# Parasarsiella globulus
Parasarsiella globulus är en kräftdjursart som först beskrevs av Brady 1887.  Parasarsiella globulus ingår i släktet Parasarsiella och familjen Sarsiellidae. Inga underarter finns listade i Catalogue of Life.